# Verena di Zurzach
Verena (Tebe, verso il 260 – Zurzach, verso il 320) fu una vergine cristiana di origine egiziana, che si stabilì in Svizzera. La Chiesa cattolica la considera santa e la ricorda il 1º settembre; il suo culto è diffuso in particolare in Svizzera e Tirolo.

## Biografia

### Dall'Egitto a Milano
Secondo quanto è narrato nel III capitolo della Vita prior, ella nacque da una stimata famiglia di Tebe in Egitto. I genitori devono averla affidata, per il battesimo e la sua formazione cristiana all'anziano vescovo Cheremone di Nilopoli. 
Il nome del vescovo Cheremone poteva essere noto all'autore della Vita prior, l'abate dell'Abbazia di Reichenau, Attone I di Magonza (verso l'anno 888), giacché è citato Eusebio di Cesarea. Potrebbe essere di conseguenza che il nome del vescovo Cheremone sia stato aggiunto da Attone.
Dopo la morte del vescovo Cheremone, Verena si sarebbe trasferita con altri cristiani nel Basso Egitto, dove gli imperatori Diocleziano e Massimiano cercavano nuovi soldati, e avrebbe fondato con essi una nuova legione tebea.
Nel IV capitolo della Vita prior si dice che lei raggiunse Milano al seguito di questa legione. Qui dovrebbe essere rimasta per qualche anno cercando i luoghi e le carceri dei martiri e dei santi.
Allorché seppe della morte di altri legionari, si mise in viaggio per Agaunum (l'attuale Saint-Maurice, in Svizzera). Un milite della legione tebea, Vittore, si sarebbe innamorato di lei. In leggende agiografiche successive viene detto che Verena avrebbe dato sepoltura ai martiri della legione tebea.
Secondo il VI capitolo della Vita Prior sarebbe giunta a Solodorum stabilendosi presso un sant'uomo. Qui avrebbe trascorso giornate di digiuno, di preghiera e di recita dei salmi. In una parte successiva del medesimo capitolo Hatto III descrive come lei si comportasse da vergine cristiana; esso termina con l'informazione che Verena si sarebbe fatta rinchiudere in un antro angusto.
Il collegamento alla legione tebea, la cui storica esistenza è controversa, potrebbe essere opera di Hatto, a causa del forte culto di quei tempi per i martiri di quella legione. Era usuale ai tempi dei romani che le donne fossero al seguito delle legioni. Secondo Speidel ci sono tracce di legioni, il cui nome era Tebea, già prima del 300, così come si ha notizia dell'esistenza di case per vergini cristiane esistenti già nel III secolo.
È difficile, dal punto di vista odierno, entrare nel cuore della leggenda di santa Verena e della legione tebea, tuttavia nei testi vi è sicuramente una parte di verità.

### A Soletta
In una caverna, denominata da lei stessa "Antro di Verena", la donna avrebbe provveduto lei stessa alla sua sopravvivenza vendendo oggetti da lei manualmente prodotti. Secondo la leggenda Verena guarì ciechi e posseduti. Per questo gli Alemanni si sarebbero convertiti al Cristianesimo e fatti battezzare da un prete proveniente dall'Italia. Nell'VIII capitolo della Vita Prior si legge che Verena raccolse intorno a sé altre vergini. In un altro testo Hatto III descrive ancor più dettagliatamente la vita cristiana di una vergine dedicatasi a Dio.
Poiché Verena attraeva tanta gente, ella fu arrestata da uno scellerato tiranno romano. Secondo il IX capitolo della Vita Prior comparve a lei una notte un giovane, che si rivelò come san Maurizio e la consolò. Quando il tiranno romano venne colpito da febbre, la fece chiamare, affinché la potesse guarire. Infine Verena venne liberata, cosicché poté tornare nella forra.
Nell'XI capitolo viene descritto il primo miracolo: allorché mancò il pane e Verena si rivolse a Dio per chiedere aiuto, vennero rinvenuti all'improvviso 40 sacchi di farina nell'ingresso della cella. Dopo che Verena e le sue vergini si erano nutrite della farina, ne comparve altra.
All'inizio della Vita Posterior è scritto che la fama di Verena crebbe ancora, tanto che ella si trasferì su di un'isola. 
Poiché gli Alemanni si stabilirono sulla riva sinistra del Reno solo dal VI secolo, Verena non avrebbe potuto convertire nessuno di loro. Per ignoranza quindi Hatto III indicò come Alemanni (pagani) le popolazioni del III secolo. L'incarcerazione di Verena può essere avvenuta in concomitanza con l'editto di persecuzione del 303 emesso da Diocleziano e Massimiano.
Che Verena fosse fuggita da molti ammiratori ed abbia vagato lungo l'Aar, è un fatto paragonabile alla fuga di sant'Antonio. Però potrebbe essere anche un fatto connesso alla cacciata da Solothurn (Solodurum) dopo la sua liberazione.

### Sul Reno
Anche sulle isole del Reno dovettero arrivare numerosi ammalati, ciechi e storpi, per essere guariti da Verena. Nel III capitolo della Vita Posterior viene descritto come una donna giunse a chiedere aiuto con suo figlio, cieco e storpio. Verena si sarebbe distesa sul pavimento in forma di croce ed aver chiesto a Dio aiuto. Così il figlio si alzò e tornò guarito a casa. 
La descrizione della preghiera di Verena ricorda molto la forma medievale. «Forse la sua comunicazione si basa sulle scritture dell'XI secolo, ove la sua vita buona e pura viene spesso menzionata». (Grafinger, 2007, p. 71)

## Culto
Da scavi archeologici e fonti scritte è provato, che fin dal V secolo ci si rivolgeva a santa Verena per ottenere aiuto. Ancor oggi la cripta del Monastero di Santa Verena di Zurzach è un luogo visitato da pellegrini che ne possano trarre forza, com'è per la forra di Verena.
Verso il 1010 un monaco di Zurzach ha scritto un libro sui miracoli di santa Verena, verificatisi nel corso di pellegrinaggi.
Santa Verena viene celebrata il 1º settembre, giorno nel quale è alta l'affluenza dei pellegrini a Zurzach, per partecipare alla Santa Messa in onore di Verena.

### Leggende sulla santa

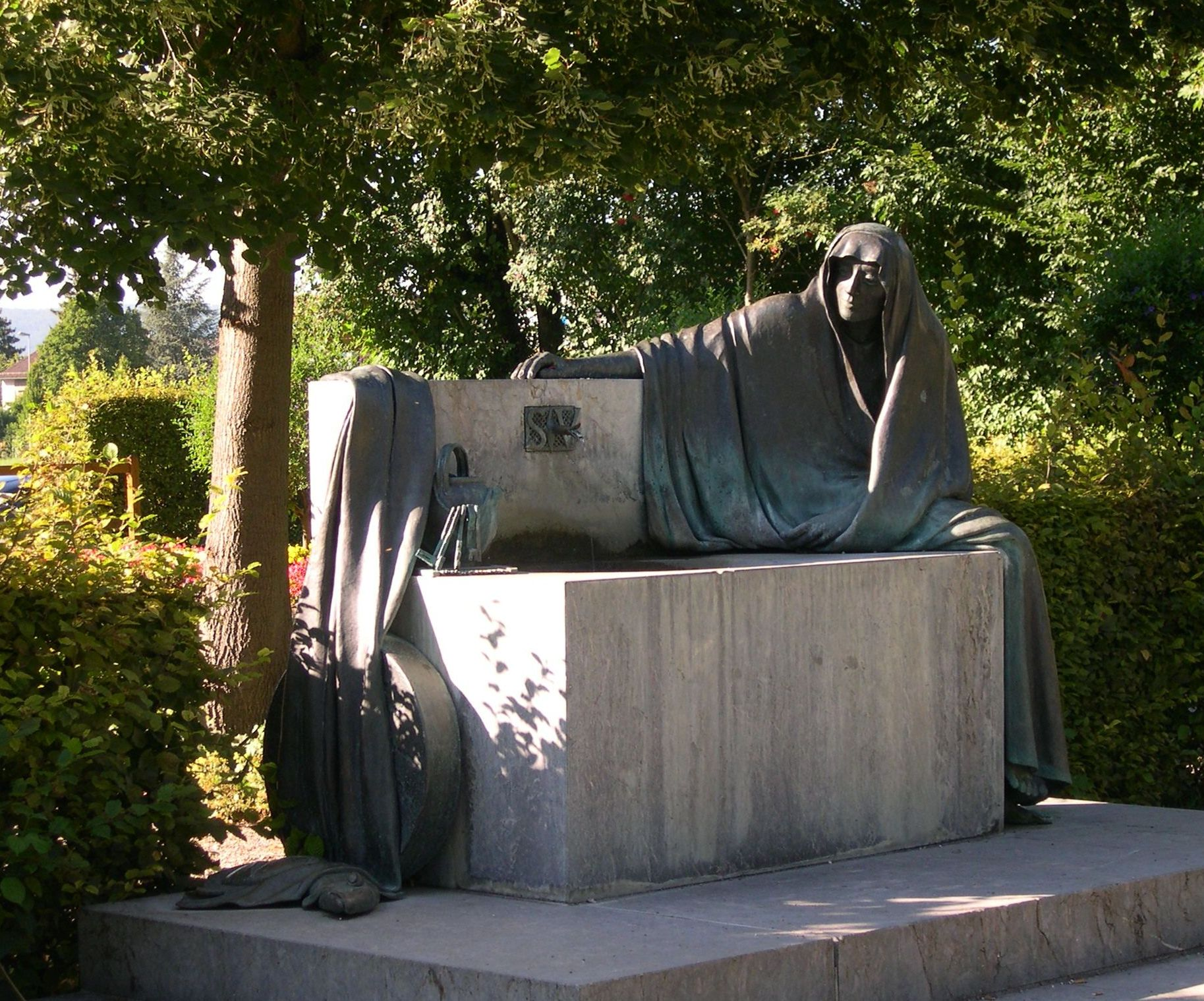
Fonte di Santa Verena nel Kurpark a Bad Zurzach.

I contenuti della Vita Prior e della Vita Posterior parlano già della vita, che però viene sempre abbellita. Così Attenhofer scrive che il comandante Maurizio era un parente dei genitori di Verena e che quest'ultima ebbe l'autorizzazione a recarsi in Palestina con la legione. Prima della partenza per Milano (Mediolanum) anche Felice, Regula, Ursus e Vittorio devono essersi incontrati nell'accampamento di Maurizio.
Quando Verena andò da Saint-Maurice a Solothurn, deve essere passata per Avenches (Aventicum). La città deve essere stata trovata devastata dai barbari. Anche lo scellerato tiranno romano ha avuto un nome: egli doveva essere il governatore romano Hirtakus.
Dopo il miracolo della farina anche il diavolo dev'essere comparso. Poiché egli si arrabbiò per il gran pregare di Verena, le lanciò un pesante sasso, che però cadde sui di lui piedi, cosicché è da allora che il diavolo zoppica.
Attenhofer scrive che Verena, nel 323, all'età di 43 anni, giunse a Zurzach (Tenedo). Qui Verena deve aver avuto notizie dei martirii tebani Felice e Regula. Secondo Attenhofer, Verena sarebbe morta all'età di 64 anni.
Un vassallo dei duchi di Burkhard avrebbe ricevuto in regalo i beni del convento di Verena. Essendo stato ciò ingiusto, il duca vide una processione in onore di Verena che si levava dalle finestre del convento, cosicché immediatamente restituì i beni al convento.
Allorché un contadino, nel giorno in cui si celebrava santa Verena, anziché recarsi alla Santa Messa, andò nel bosco a tagliare alberi, le sue mani si irrigidirono dopo che aveva vibrato il primo colpo di scure. Egli si recò subito alla sua tomba e le mani gli ritornarono sane.
Nel 1795 scoppiò un incendio a Coblenza e numerose case e chiese bruciarono. Solo l'immagine lignea di Verena rimase intatta.
Fino ad oggi si aggiungono ulteriori storie e miracoli, come quello del regalo delle fonti termali da parte di santa Verena agli abitanti di Zurzach e il soccorso di Verena alle persone ammalate.

### Nell'arte

Santa Verena nello stemma del comune di Stäfa

La popolarità di santa Verena si manifesta anche nelle numerose rappresentazioni artistiche. Ella è spesso rappresentata con capelli sciolti e scriminatura. I suoi attributi sono il doppio pettine e la brocca. Le testimonianze risalgono al XII secolo.
- "Passionale" di Stoccarda del XII secolo;
- Verena con bracciante e prete. Immagine del mese nel duplice martirologio del XII secolo;
- Verena come levatrice: vetrata dalla Anna-Fenster nella chiesa abbaziale di Königsfelden (XIV secolo)
- Sigillo di santa Verena nella collegiata di Zurzach (XIV secolo);
- Affresco rappresentante santa Verena dietro l'altare del monastero di Verena (XV secolo);
- Statua di santa Verena scolpita nel legno (verso il 1480). Oggi presso il Museo Nazionale Svizzero di Zurigo;[10]
- Pala d'altare (circa 1516) in legno di tiglio con figure intagliate rappresentanti la santa. Oggi presso la raccolta di reperti storici del Canton Argovia;
- Scultura in legno di tiglio di Santa Verena, fine XV secolo;[10]
- Rappresentazione della santa su scrigno in legno di tiglio dalla chiesa parrocchiale di santa Caterina a Klingnau (inizio XVI secolo). Oggi presso il Museo Nazionale Svizzero di Zurigo;[10]
- Statua di santa Verena nel monastero di Verena a Zurzach (XVI secolo);
- Pietra tombale di santa Verena nella cripta del monastero di Verena a Zurzach, del 1613;
- Fontana di santa Verena di Erich Hauser (1983) sulla piazza del monastero di Zurzach;
- Icona copta di santa Verena: regalo (anno 2007) della comunità copta di Porto Said alla parrocchia di Santa Verena a Bad Zurzach.

### Reliquie

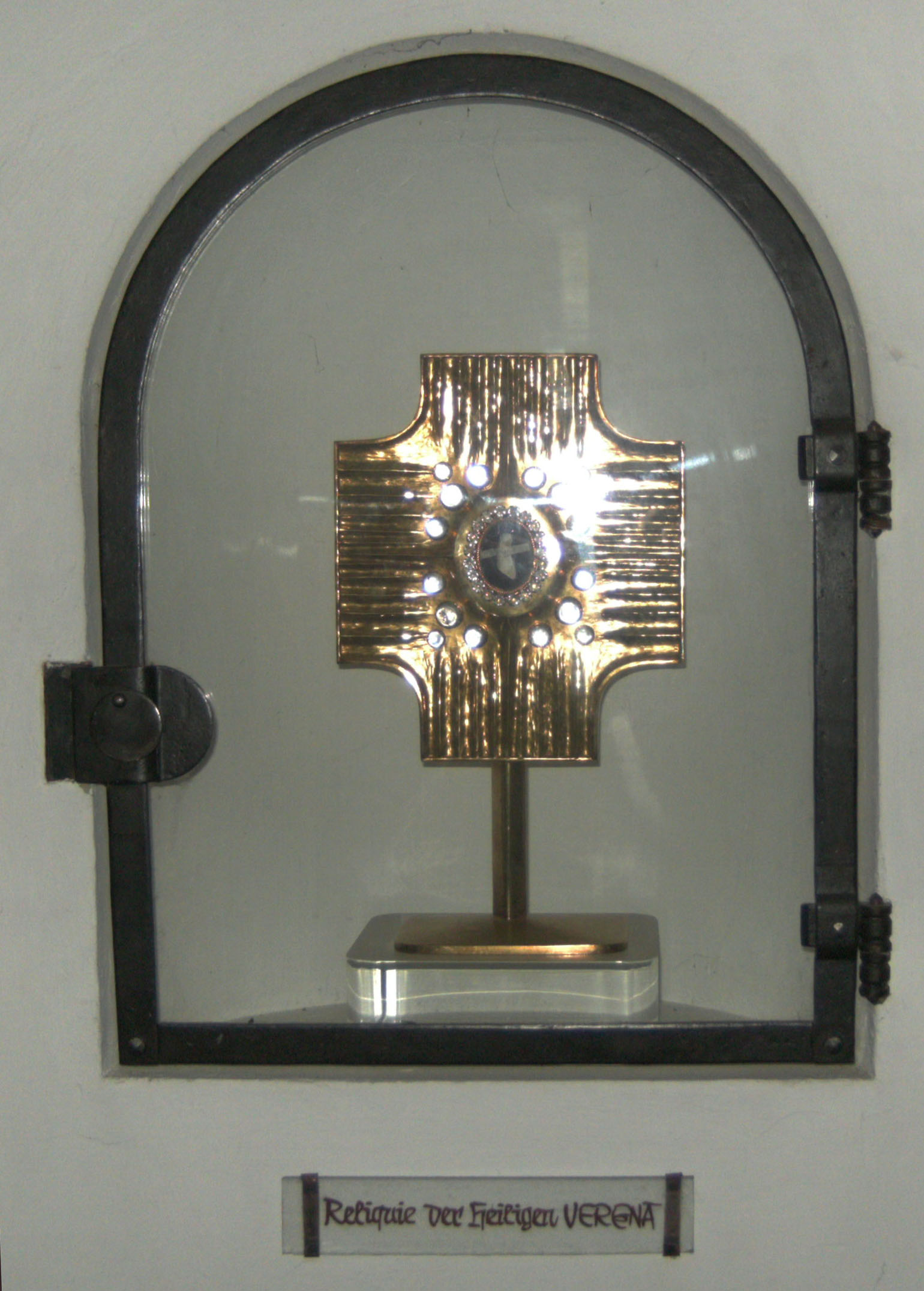
Reliquia di Santa Verena (parte di un osso)

- Braccio di santa Verena

Reliquiario con ricche pietre preziose e smalti del XIV secolo dal tesoro della chiesa del monastero di santa Verena.

### Patrocini

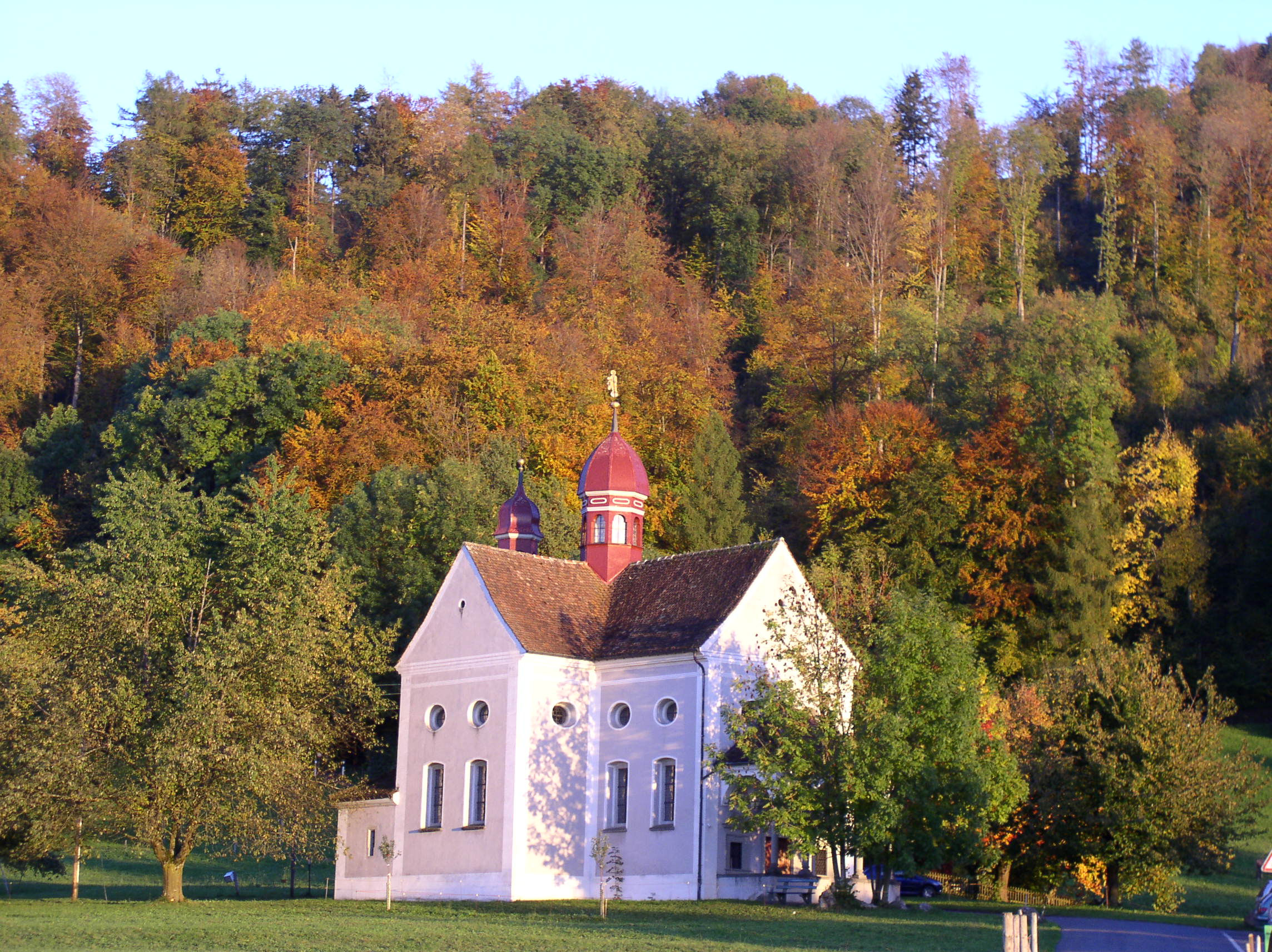
Cappella di St. Verena a Zugerberg

Il culto di santa Verena più sentito è quello diffuso nell'ex diocesi di Costanza.
Però si trovano sue reliquie e patrocini anche a Ratisbona ed a Bamberga. Santa Verena conta molti anche nella diocesi di Basilea, della quale è co-patrona dal 2003.
I comuni svizzeri di Stäfa ed Herznach hanno l'immagine della santa nei loro emblemi.
Santa Verena è patrona dei pescatori, delle casalinghe, delle infermiere, dei mugnai e dei comandanti di navi.